# Nel·li Abràmova
Nel·li Mikhàilovna Abràmova (en rus Не́лли Миха́йловна Абра́мова; Txeliàbinsk, 18 d'agost de 1940) va ser una jugadora de voleibol soviètica que va competir durant la dècada de 1950, 1960 i 1970.
El 1964 va prendre part en els Jocs Olímpics de Tòquio, on guanyà la medalla de plata en la competició de voleibol.
En el seu palmarès també destaca la medalla d'or al Campionat d'Europa de 1967 i a la Universiada de 1965.
Abramova va jugar entre 1956 i 1975, en equips de la República Russa i la Ucraïnesa, guanyant la copa soviètica el 1974. Entre 1964 i 1967 va jugar amb la selecció nacional.